# Antoine Alexandre Barbier
Antoine Alexandre Barbier, född 11 januari 1765 och död 5 december 1825, var en fransk biblioteksman.
Han blev 1798 bibliotekarie vid statsrådets bibliotek och 1807 Napoleon I:s privatbibliotekarie. Barbier, som var en framstående biblioteksman och organisatör, har bland annat författat Dictionnaire des ouvrages anonymes et pseudonymes (4 band, 1806-08, 2:a upplagan 1822-27) och Catalogue des livres de la bibliothèque du Conseil d'état (2 band, 1802-03).